# Fort 48 „Batowice”
Fort 48 „Batowice” (Fort Artyleryjski 48 „Batowice”) – jeden z fortów Twierdzy Kraków. Powstał w latach 1883–1885, w czasie budowy trzeciego pierścienia twierdzy, jako standardowy fort artyleryjski. Budynek jednokondygnacyjny, jego ściany zbudowane są z cegły, a strop z betonu. Na wale ustawione były działa. W latach 1910–1911 dokonano przeróbek, między innymi wzmocniono schron główny.
Zadaniem fortu było pilnowanie gościńca warszawskiego, w czasie I wojny światowej prowadził pojedynek artyleryjski z Rosjanami w listopadzie 1914. Do 1974 roku był wykorzystywany przez wojsko. Po utracie funkcji obronnej został przekształcony na magazyn, między innymi podzielono pomieszczenia oraz wybudowano budynek zarządzania magazynem.
Fort, łącznie z elementami pancernymi zachowany jest w dobrym stanie, jedynie nasypy ziemne uległy zatarciu. W niektórych oknach znajdują się nadal prowadnice na karabiny. Fort jest zarośnięty robiniami akacjowymi, krzewami tarniny oraz głogu. Niezagospodarowany obiekt znajduje się przy ul. Wawelskiej w Krakowie. Otoczenie Fortu stanowi rolę parku rekreacyjnego z alejkami i ławkami.

## Galeria

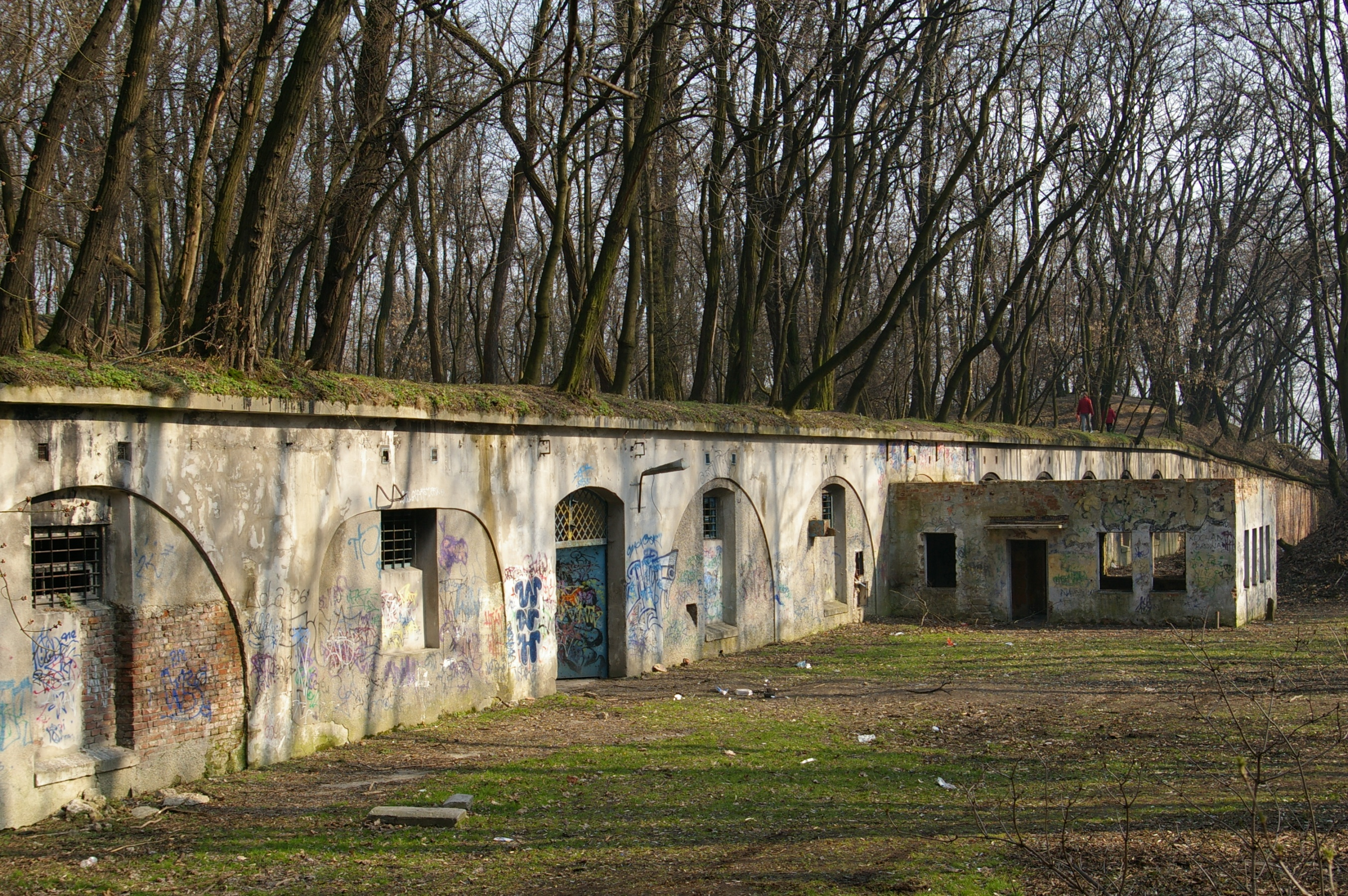
Blok koszarowy fortu (2008)
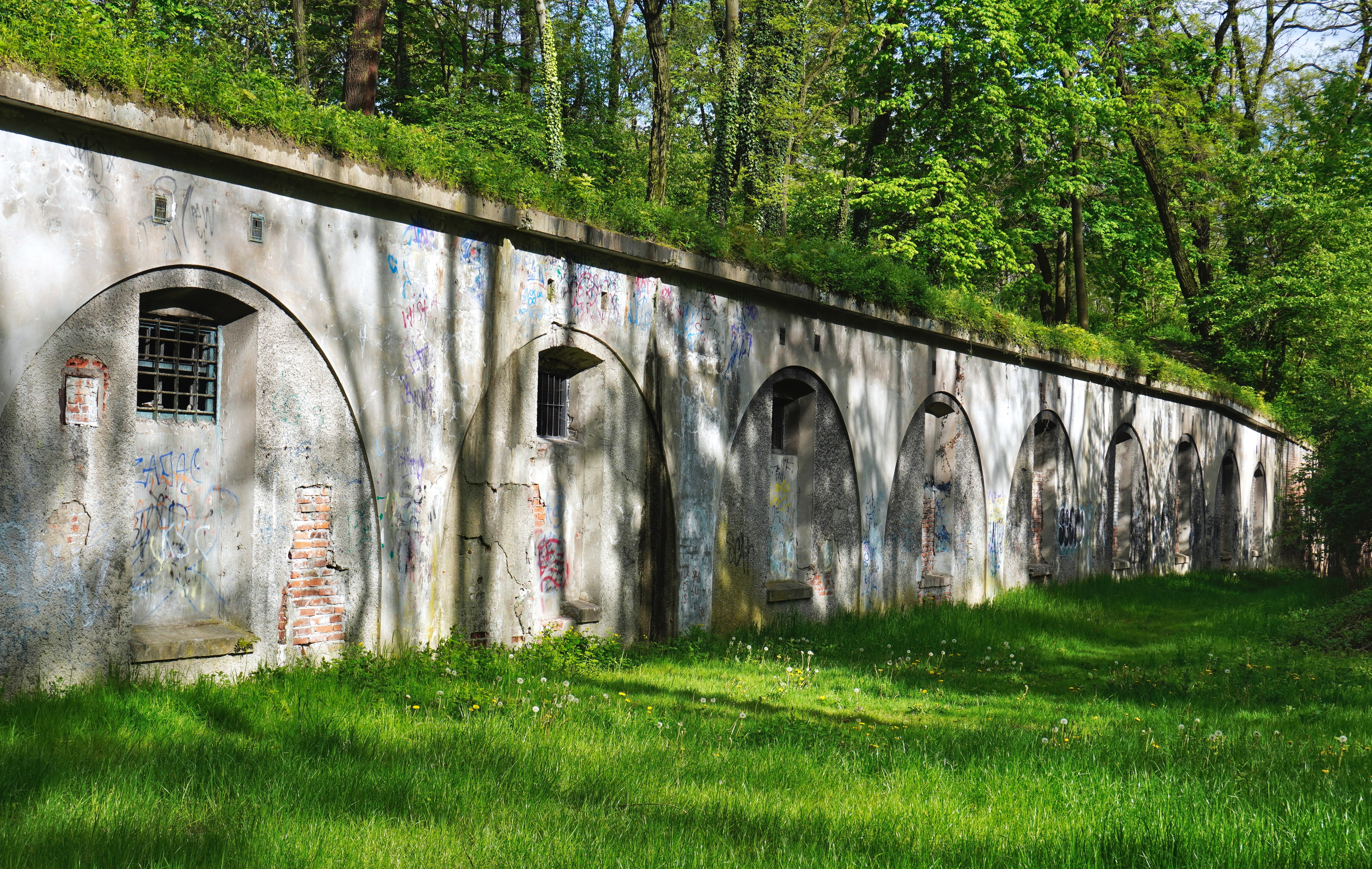
Blok koszarowy fortu (2024)